# KDX横浜みなとみらいタワー
KDX横浜みなとみらいタワー（ケイディーエックスよこはまみなとみらいタワー）は、神奈川県横浜市西区みなとみらいにある超高層ビル。旧名称は三菱重工横浜ビル。東京都千代田区の丸の内二重橋ビルと共に三菱重工業の本社機能を有していた。
当ビルは旧ビル名に冠す通り同社の所有であったが、2017年3月30日付でヒューリックに売却（譲渡）されており、のちにケネディクスグループが組成するファンド等に組み入れられている。また、隣接地の敷地（同街区の北区画、後節参照）についても同日付でケネディクスが組成する特別目的会社・KRF48に売却されている。売却後も三菱重工グループは賃借により当ビルへの入居を2024年8月まで継続していた。

## 概要
みなとみらい地区南部の37街区（南区画）に位置し、南東は横浜ランドマークタワー、北東は横浜美術館に隣接する。かつての三菱重工横浜造船所の跡地で、横浜博覧会会期中はYESホールが設置されていた土地に1992年4月着工、1994年2月に竣工し「三菱重工横浜ビル」として同年6月に開業した。当ビルは地上33階建て（高さ151.9m）の超高層ビルであり、建設に当たってはタワークレーンを用いず全天候屋根下でジャッキアップにより作業を行う、大成建設によるT-UP工法が採られている。完成後はオフィスのほか、低層部の1階〜3階にかけて三菱みなとみらい技術館、コンビニエンスストア（生活彩家）、飲食店などが入居している。
三菱重工業は本社機能の拠点を横浜から撤退し、東京都内に集約するため2024年8月に事業部門とコーポレート部門が田町タワーに移転。三菱造船や三菱重工交通・建設エンジニアリングなどのグループ会社も順次移転した。さらに同年11月1日には当ビル名も「KDX横浜みなとみらいタワー」に改名された。なお、三菱みなとみらい技術館はこのまま運営を継続する。

## 併設施設

### 三菱みなとみらい技術館
当ビル内にある三菱重工グループの科学館（企業ミュージアム）で、1994年6月に三菱重工業が設立し、運営を行っている。
2021年度にオンラインイベントを配信するスタジオを2階に新設、2022年度に2階の「陸ゾーン」を中心に展示内容を刷新、2023年度に1階の「空ゾーン」と「宇宙ゾーン」を一体化して「空・宇宙ゾーン」とするなどリニューアルを実施。さらに2025年度のリニューアルでは建物正面入口のファサードやエントランスを青色基調「UNIVERSE BLUE」のデザインに改修し、エントランスには三菱重工グループが手掛ける製品や事業などを実物大グラフィックで壁一面に描いた「1/1 SCALE PROJECT」を展開している。
展示内容、開館日時、入館料等の詳細は公式サイトを参照のこと。

#### 開館情報
詳細は公式サイト内「開館情報（外部サイト）」を参照。
- 営業時間
  - 平日：10:00 - 15:00（最終入館14:30）
  - 土日祝：10:00 - 16:00（最終入館15:30）
- 休館日：毎週火・水曜日（祝日の場合はその翌日）、年末年始、その他特定休館日
- 入館料：大人500円（65歳以上は証明書により無料）/中・高校生300円/小学生200円

#### フロア構成
館内は以下のゾーン・コーナーで構成されている。
展示・施設情報 : 1階（外部サイト）
1. 空・宇宙ゾーン (SPACE)
2. 海ゾーン (SEA)
3. MHIフューチャーゲート (MHI FUTURE GATE)
4. 企画展示コーナー
  - 乗物の歴史
  - 三菱重工スポーツチャレンジ（浦和レッズコーナーなど）[24]

展示・施設情報 : 2階（外部サイト）
1. 陸ゾーン (LAND)
2. バーチャルツアーステーション（当日予約制）
3. MMスタジオ
4. MM配信ブース（オンラインイベントなど）
  - 事務局

#### マスコットキャラクター
テクノくん（外部サイト）
テクノくんが握っている双葉（フタバ）には、子供たちが持っている科学技術の“発想の芽”が未来に向かって広がってほしいという願いが込められている。館内の展示やイベントにも時々登場する。

## アクセス
交通アクセス（外部サイト）
- 東日本旅客鉄道（JR東日本）根岸線・横浜市営地下鉄ブルーライン桜木町駅から徒歩約8分。
- 横浜高速鉄道みなとみらい線みなとみらい駅けやき通り口から徒歩約3分。

## その他

### 隣接地における計画
二期棟計画
三菱重工業の37街区オフィスビル計画として、元々は当ビルの他にもう一棟の本社機能を有するビルを建設してツインタワーとする計画であったが、1990年代後半の景気後退の影響により2棟目（二期棟）の建設計画は延期されていた（その後、品川エリア〈東京都港区港南〉に本社機能を有する三菱重工ビル〈現・NBF品川タワー〉が建設されている）。このため、グループ会社の菱重エステート（旧・関東菱重興産、現在のMHIファシリティーサービス）が当ビル隣接地に当たる二期棟計画用地（37街区北区画）にて暫定施設の住宅展示場「横浜ホームコレクション」を開設（当ビル竣工翌年の1995年3月オープン）し、以来約20年にわたり運営されてきた経緯がある。
その後、三菱重工業を主体として日立製作所との火力発電システム事業における合併会社（三菱日立パワーシステムズ〈現・三菱パワー〉）を2014年1月に設立することとなり執務スペースの確保が必要になったことなどから、1棟目の竣工から20年近く経過した2013年9月になって「みなとみらい21中央地区37街区II期棟計画（仮称）」として計画を再始動することが発表された。計画では新たに建設されるビルに前述の合併新会社の本社が入居し、ビルの規模は地上32階・地下2階、塔屋1階、高さ約165m、延床面積約108,000m2（一期棟より高さ、延床面積は少し拡大）で、2015年着工、2017年度の竣工を目指していたが、竣工予定年の2017年になっても未着工のまま計画の進展が見られない状況となっていた。
隣接地の他社への売却（KRF48による計画）
2017年3月30日には本項冒頭の通り、二期棟計画用地（37街区北区画、この時点で住宅展示場「横浜ホームコレクション」があった）がケネディクスによる特別目的会社・KRF48に売却（譲渡）された（このため、当ビルの二期棟計画は事実上中止となっている）。ケネディクスでは同地の活用について、みなとみらい地区全体やIR法案等の状況を見据えた上で開発パートナーを選定し、開発（新規プロジェクト）を検討していくとしていた。
その後、同社の2017年12月期（第3四半期）決算説明資料において、同年内にも開発プロジェクトをスタートさせるため準備中であることが記載されていたが、同年11月24日には合同会社KRF48にパナホーム（現・パナソニックホームズ）と鹿島建設の2社が新たに共同出資（この時点の出資比率はパナホーム株式会社 40%、鹿島建設株式会社 30%、ケネディクス株式会社 30%）し、開発プロジェクトにも参画することが明らかとなった。さらに2018年5月には「みなとみらい21中央地区37街区開発計画（仮称）」として、KRF48によるオフィス・ホテル・店舗などからなる地上28階建て（高さ約150m〈当ビルと同規模〉）の超高層複合ビルの計画が公表され、2020年4月に着工した。2022年10月には同ビルの名称が「横浜コネクトスクエア」に決定、2023年1月に無事竣工を迎えている。